# Theatrum Timorem (Arkangel)
Theâtrum Timorem es el título del séptimo álbum fonográfico perteneciente a la discografía de Arkangel, legendaria banda latinoamericana de Heavy Metal. Salió al mercado en el año 2019. Publicado en formato Digipak. El álbum está dedicado a la memoria de Elkin Ramírez, vocalista fallecido de Kraken. Producido de forma independiente por la banda, es distribuido por la discográfica Psychophony Records.

## Historia
Arkangel siempre ha trabajado componiendo nuevos temas, a lo largo del tiempo, pero las vicisitudes, no les permitieron entrar a grabar otro trabajo discográfico, hasta casi 12 años después del anterior "MMVII". De hecho, uno de los temas incluidos en el mismo, "Complaciente suicida" fue estrenado previamente, en el año 2012, en conciertos dados por la banda en Medellín (Colombia), y Valencia (Venezuela).
La banda finalmente decide grabar de nuevo, y en julio de 2018, anuncian que el nuevo trabajo discográfico contará con la voz de Deibys Artigas. En junio de 2019, a través de sus redes sociales, dan a conocer el nombre que llevará, y en octubre de ese mismo año, hacen público, la portada de dicho trabajo. Realizaron todo el proceso de producción ejecutiva y musical del álbum. Grabaron, mezclaron, masterizaron, y editaron el álbum de forma totalmente independiente, saliendo al mercado en diciembre de 2019. Y la distribución del álbum es hecha por Psychophony Records, discográfica con sede en Colombia.
Un datoː la portada del disco, diseñada por Juan Manuel Ponce, que presenta a un arlequín dentro de una sala de teatro, trae como novedad, sobre el escenario principal, un collage con las portadas de los trabajos "Arkangel", "Represión Latinoamericana", "El Ángel de la Muerte" y "MMVII".

## Temas
Las letras de los temas fueron compuestas por Deibys Artigas, Eduardo Pargas, Felipe Arcuri, Lorenzo Escamilla, y Kimberlys Echeverría, con música de todos los integrantes de Arkangel, además de Víctor Peña, y Roberto Tatasciore.
Manteniendo el estilo que siempre los ha identificado, la banda vuelve a retomar el uso de los teclados, algo que se extrañó en el anterior trabajo, luego de lo hecho en los discos "Represión Latinoamericana" y "El Ángel de la Muerte". La voz principal y todas las voces en los coros fueron grabadas exclusivamente por Deibys Artigas. Una novedad, la banda introduce el uso del handpan de la mano de Roberto Tatasciore en el "Intro".
Con letras que denotan los miedos que siente todo ser humanoː a la muerte en "La última línea"; a la maldad que existe en la humanidad en "De regreso al Sabbath"; a la incertidumbre sobre que les depara el destino en "Señales"; y a la opinión de los demás en "Susurros hacia mí".  
El triunfo del mal sobre el bien en la conciencia humana de personas con trastornos psiquiátricos en "Espejos de Hyde", en clara alusión a El extraño caso del doctor Jekyll y el señor Hyde de Robert Louis Stevenson. "Complaciente suicida" refleja la lucha entre la vida y la muerte de personas con tendencias suicidas. "Ejercito de Morfeo" nos traslada a través de los sueños y pesadillas que vivimos mientras dormimos. Vuelven a grabar otro himno dedicado al Rock en "Corazón de heavy metal". E incluye una balada rock con mucho sentimiento, que cuenta la historia de un corazón roto en "Estar sin tí".

## Canciones
Theâtrum Timorem
- 01-Intro (1ː08)
- 02-La última línea (4:01)
- 03-Corazón de heavy metal (5:35)
- 04-De regreso al Sabbath (5:00)
- 05-Señales (4:37)
- 06-Susurros hacia mí (3:46)
- 0̟7-Espejos de Hyde (6:05)
- 08-Ejército de Morfeo (5:03)
- 09-Complaciente suicida (6:24)
- 10-Estar sin ti (6:01)

## Músicos
- Deibys Artigas - Vocalista y coros
- Giancarlo Picozzi - Guitarras
- Nicolás Barrera - Guitarras
- Giorgio Picozzi - Batería
- Felipe Arcuri - Bajo
- Jean Puccia - Teclados

## Detalles técnicos
- Ingeniero de grabación y máster: Luis Loyo.
- Diseño gráfico: Juan Manuel Ponce.
- Producción musicalː Luis Loyo, Felipe Arcuri, Giancarlo Picozzi, Giorgio Picozzi, Deibys Artigas, Nicolás Barrera, Jean Puccia.
- Producción ejecutiva: Felipe Arcuri, Giancarlo Picozzi, Giorgio Picozzi, Eduardo Pargas, y Fratelli Arcuri Enterprises.